# Pristimantis variabilis
Pristimantis variabilis är en groddjursart som först beskrevs av Lynch 1968.  Pristimantis variabilis ingår i släktet Pristimantis och familjen Strabomantidae. IUCN kategoriserar arten globalt som livskraftig. Inga underarter finns listade i Catalogue of Life.